# Титова, Людмила Евгеньевна
Людми́ла Евге́ньевна Тито́ва (26 марта 1946, Чита, РСФСР, СССР) — советская конькобежка. Чемпионка и серебряный призёр зимних Олимпийских игр 1968 года и бронзовый призёр 1972 года, участница зимних Олимпийских игр 1976 года, чемпионка и 2-кратная бронзовый призёр чемпионатов мира, серебряный призёр чемпионата Европы, рекордсменка мира на 1000 м, 3-кратная чемпионка СССР в многоборье и 6-кратная на отдельных дистанциях, многократная призёр чемпионатов СССР. Заслуженный мастер спорта СССР (1968). Выступала с 1965—1967 за «Буревестник», а с 1968 по 1976 «Зенит» (Москва).

## Биография
Людмила родилась в Чите и была самой младшей в семье из 4-х детей. В детстве она каталась на "снегурках" по своей улице, и братья Александр и Виталий, которые занимались спортом взяли её собой на стадион "Труд". Ей купили профессиональные коньки. В школе Людмила дополнительно занималась волейболом и баскетболом, ходила на кружок физики и астрономии. Первые соревнования юная конькобежка выиграла в шестом классе, и в 1961 году стала заниматься конькобежным спортом профессионально. По окончании школы у неё уже был первый разряд, а тренировала её Нина Измайлова.
Вместе с подругой она поступила в Восточно-Сибирский технологический институт на факультет технологии машин и аппаратов лёгкой промышленности в Улан-Удэ. Там её пригласила тренер "Локомотива" Тамара Шевчук и в первый же год, в 18 лет, Людмила выполнила норму мастера спорта, взяла три бронзовые медали на трёх дистанциях на чемпионате страны среди юниоров. После этих успехов её заметили и она в 1964 году перевелась после 1-го курса в МАИ. Жить и тренироваться стала в Москве, но учёбу не бросала. В январе 1966 года на отборочных соревнованиях страны Титова стала третьей в спринте, а на дистанции 1000 метров — второй и она была включена в сборную команду СССР.
Её дебют в сборной состоялся в 1966 году, когда участвовала на чемпионате мира по классическому многоборью, где заняла 18-е место. Несмотря на то, что Людмила была уже в составе сборной, ей приходилось совмещать учёбу и тренировки, поэтому тренировалась она самостоятельно. Но трудолюбие, правильный график тренировок и режим дня помогли ей добиться успехов. В январе 1968 года на чемпионате мира по классическому многоборью она стала 6-й, а через месяц на своих первых зимних Олимпийских играх в Гренобле завоевала золотую медаль в забеге на 500 м, а следом и серебряную на 1000 м.
Через год был небольшой спад и на чемпионате мира по классическому многоборью заняла 8-е место. В 1970 году на чемпионате Европы в Херенвене Людмила заняла 9-е место в многоборье. В феврале завоевала золотую медаль на чемпионате мира в спринтерском многоборье в Уэст-Аллисе, а через месяц на чемпионате мира по классическому многоборью финишировала 13-й. В марте она участвовала на VI зимней Универсиаде в Рованиеми и выиграла золотую медаль в забеге на 500 м, серебряную на 1000 м и бронзовую на 1500 м.
В 1971 году Титова добилась великолепных результатов. В январе она поднялась на 2-е место в многоборье на чемпионате Европы в Санкт-Петербурге, следом на чемпионате мира по классическому многоборью в Хельсинки выиграла бронзовую медаль. Также стала чемпионом СССР в спринте и заняла 2-е место в абсолютном зачёте. В марте на чемпионате мира в спринтерском многоборье в Инцелле Людмила уверенно шла к очередной медали, выиграв две дистанции, но в забеге на 500 м она упала и пришла к финишу последней. В итоге только 21-е место.
В 1972 году на чемпионате Европы в Инцелле вновь блестяще прошла три дистанции, но в забеге на 1000 м осталась только на 13-м месте и в общем зачёте финишировала на 4-м месте. На зимних Олимпийских играх в Саппоро Людмила завоевала бронзу на дистанции 500 м и стала 4-й в беге на 1000 м. Сразу же после игр участвовала на чемпионате мира в спринтерском многоборье в Эскильстуне, где также выиграла бронзовую медаль. В марте на чемпионате мира по классическому многоборью поднялась на 6-е место, а на чемпионате СССР вновь стала чемпионкой в спринте.
Сезон 1972/73 она пропустила из-за выхода замуж и рождения ребёнка, а в 1974 году вернулась к соревнованиям, но уже не в той форме. В 1975 году на чемпионате СССР заняла 2-е место в абсолютном зачёте многоборья и 3-е в спринте. Также участвовала на спринтерском чемпионате мира и была дисквалифицирована на 500-метровке, при этом заняла 2-е и 3-е места на двух дистанциях. В 1976 году на своих третьих зимних Олимпийских играх в Инсбруке участвовала только на дистанции 1000 м и финишировала на 7-м месте. В марте выиграла бронзовую медаль в спринте на чемпионате СССР и решила завершить карьеру спортсменки.

## Карьера после спорта
Людмила после окончания спортивной карьеры работала спортивным комментатором Гостелерадио в течение семи лет. Окончила в 1972 году МАИ на экономическом факультете, а в 1980 году МГУ на факультете журналистики. В середине 80-х Титова вместе с мужем-учёным и двумя сыновьями жила на Кубе, работала в местном клубе для русскоязычных и занималась подводным плаванием. Через четыре года контракт мужа закончился, и они с семьёй вернулись в Россию. Она пошла в техникум преподавать физкультуру. Людмила руководила женской лыжной командой «Метелица», совершившей экспедицию на Северный полюс в 1995 году и на Южный полюс, которого достигла 11 января 1996.
. С 2014 принимает активное участие в акциях Всероссийской благотворительной программы «Олимпийские легенды — детям и молодёжи России» Российского союза спортсменов, является заместителем генерального директора и членом Совета Ассоциации «Народный СпортПарк».

## Личная жизнь
Людмила Титова вышла замуж в 1972 году, сразу после олимпиады. Анатолий был на два года старше, учился в том же вузе, занимался лёгкой атлетикой и отвечал за спортивную работу на курсе. В 1973 году у них родился сын, потом - второй, теперь у Людмилы Евгеньевны растёт внук. Она автор книги 1974 года «От ржавого конька до Летучего голландца». В Чите проводятся всероссийских соревнования на приз Л.Е. Титовой. Она с мужем перевезли её родителей из Читы в Краснодар в дом бабушки и дедушки. Позже туда же переехала сестра с мужем. В настоящее время её сестра живёт также в Москве, ей много лет и она осталась без супруга.

## Награды
- Орден Дружбы (15.07.2011)[9]
- медаль «За трудовую доблесть» (24.07.1968)
- медаль «За трудовое отличие» (03.03.1972)